# Spoorlijn Goincourt - Gournay-Ferrières
De Spoorlijn Goincourt - Gournay-Ferrières was een Franse spoorlijn van Goincourt naar Ferrières-en-Bray. De lijn was 23,1 km lang en heeft als lijnnummer 333 000.

## Geschiedenis
De lijn werd aangelegd door de Compagnie des chemins de fer du Nord en geopend op 4 augustus 1870. Personenvervoer werd opgeheven in 1939. Goederenvervoer werd sinds 1968 stapsgewijs opgeheven. Daarna is de lijn gesloten en opgebroken.

## Aansluitingen
In de volgende plaatsen is of was er een aansluiting op de volgende spoorlijnen:
Goincourt
RFN 332 000, spoorlijn tussen Beauvais en Gisors-Embranchement
Gournay-Ferrières
RFN 330 000, spoorlijn tussen Saint-Denis en Dieppe

## Galerij

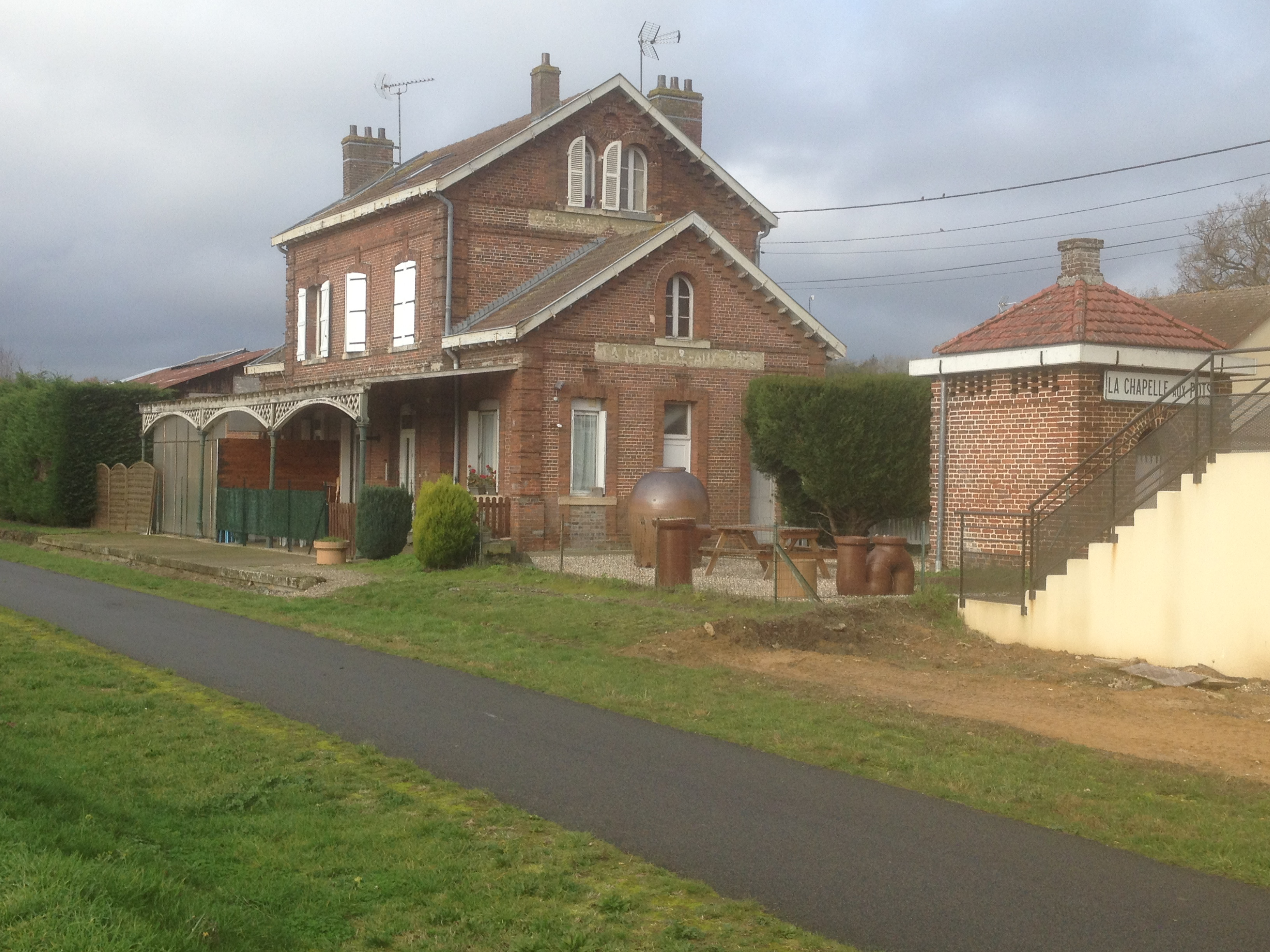
Voormalig station Lachapelle-aux-Pots